# KFC Baasrode
KFC Baasrode is een Belgische voetbalclub uit Baasrode, deelgemeente van Dendermonde. De club is aangesloten bij de Koninklijke Belgische Voetbalbond met stamnummer 2666 en heeft geel en blauw als kleuren. De club werd opgericht in 1935 en speelde al zijn seizoenen in de provinciale reeksen.